# Listă cu mari loji masonice
Aceasta este o listă a organizațiilor aflate sub denumirea de Mare Lojă Masonică sau Mare Orient. O Mare Lojă Masonică este o grupare de mai multe loji masonice denumite și loji albastre sau ateliere.
Numărul francmasonilor în lume este de circa patru milioane, majoritatea în America de Nord și Europa..
Această listă este incompletă; puteți ajuta la extinderea ei.

## Africa

### Africa de Sud
- Grand Lodge of South Africa
- District Grand Lodge of Central South Africa
- District Grand Lodge of the Western Province of the Cape of Good Hope
- District Grand Royal Arch Chapter of South Africa
- Provincial Grand Lodge of Natal
- Provincial Grand Lodge of Northern South Africa
- Provincial Grand Lodge of Southern Cape Province Africa (Irish Juridiction)
- Le Droit Humain

### Benin
- Grand Loge du Bénin

### Camerun
- Grand Orient & Loge Unis du Cameroun
- Grande Loge Nationale du Cameroun
- Grande Loge Féminine du Cameroun

### Congo
- Grands Orient & Loge Associés du Congo
- Grande Loge du Congo (Kinshasa)

### Egipt
- Masonic High Council of Egypt

### Madagascar
- Grande Loge Traditionnelle et Symbolique de Madagascar
- Grande Loge Nationale de Madagascar

### Maroc
- Grande Loge du Royaume du Maroc
- Grande Loge Féminine du Maroc

### Namibia
- District Grand Lodge of Namibia

### Nigeria
- Provincial Grand Lodge of Nigeria
- District Grand Lodge of Nigeria

### Zambia
- Provincial Grand Lodge of Zambia

### Zimbabwe
- Provincial Grand Lodge of Zimbabwe

## America Centrală

### Cuba
- Gran Logia de Cuba
- Gran Logia de Cuba en el Exterior (Miami)

### Jamaica
- District Grand Lodge of Jamaica
- Provincial Grand Lodge of Jamaica

### Nicaragua
- Gran Logia de Nicaragua

### Panama
- Gran Logia de Panamá
- Pacific Lodge
- Masoneria Femenina de Panama

### Puerto Rico
- Gran Logia Soberana de Libres y Aceptados Masones de Puerto Rico

## America de Nord

### Canada
- Grand Lodge of Alberta
- Grand Lodge of Manitoba
- Grand Lodge of New Brunswick
- Grand Lodge Ontario
- Grand Lodge of Quebec
- Grand Lodge of Saskatchewan
- District Grand Lodge of Newfoundland and Labrador (Scottish)
- Grande Loge Nationale du Canada
- Grand Lodge Newfoundland & Labrador
- Grand Lodge of Nova Scotia
- Scottish Rite in Canada
- Ionic Lodge

### SUA
- Grand Lodge of Alabama
- Grand Lodge of Alaska
- Grand Lodge of Arizona
- Grand Lodge of Arkansas
- Grand Lodge of California
- Grand Lodge of Colorado
- Grand Lodge of Connecticut
- Grand Lodge of Delaware
- Grand Lodge of Florida
- Grand Lodge of Georgia
- Grand Lodge of Hawaii
- Grand Lodge of Idaho
- Grand Lodge of Illinois
- Grand Lodge of Indiana
- Grand Lodge of Iowa
- Grand Lodge of Kansas
- Grand Lodge of Kentucky
- Grand Lodge of Louisiana
- Grand Lodge of Maine
- Grand Lodge of Maryland
- Grand Lodge of Massachusetts
- Grand Lodge of Michigan
- Grand Lodge of Minnesota
- Grand Lodge of Mississippi
- Grand Lodge of Missouri
- Grand Lodge of Montana
- Grand Lodge of Nebraska
- Grand Lodge of Nevada
- Grand Lodge of New Hampshire
- Grand Lodge of New Jersey
- Grand Lodge of New Mexico
- Grand Lodge of New York
- Grand Lodge of North Carolina
- Grand Lodge of North Dakota
- Grand Lodge of Ohio
- Grand Lodge of Oklahoma
- Grand Lodge of Oregon
- Grand Lodge of Pennsylvania
- Grand Lodge of Rhode Island
- Grand Lodge of South Carolina
- Grand Lodge of South Dakota
- Grand Lodge of Tennessee
- Grand Lodge of Texas
- Grand Lodge of Utah
- Grand Lodge of Vermont
- Grand Lodge of Virginia
- Grand Lodge of Washington
- Grand Lodge of District of Columbia
- Grand Lodge of West Virginia
- Grand Lodge of Wisconsin
- Grand Lodge of Wyoming
- United Grand Lodge of America of Accepted Free-Masons
- York Rite Freemasonry
- General Grand Chapter Royal Arch Masons
- General Grand Council Cryptic Masons
- The Grand Encampment of Knights Templar of the United States of America
- Shrine of North America
- Knight Masons
- Allied Masonic Degrees
- Royal Ark Mariner
- The Masonic Order of the Bath
- Sovereign Order of Knights Preceptor
- Masonic Societas Rosicruciana in Civitatibus Foederatis
- Red Cross of Constantine
- The Royal Order of Scotland
- DeMolay International Supreme Council
- International Order of the Rainbow For Girls
- International Order of Job's Daughters
- American Co-Masonry

## America de Sud

### Argentina
- Gran Logia de Argentina
- Gran Oriente Federal de la República Argentina
- Rito Antiguo y Primitivo de Memphis-Misraim

### Bolivia
- Masoneria Boliviana Rito de York
- Gran Logia de Bolivia

### Brazilia
- Grande Loja Masonica de Brasilia
- Grande Loja do Estado do Ceará
- Grande Loja do estado de Sao Paolo
- Grande Loja do Estado de Bahia
- Grande Loja do Estado de Rondonia-Glomaron
- Grande Loja de Minas Gerais
- Grande Loja de Amazonas
- Grande Loja do Estado de Paraiba
- Grande Loja do Estado de Sergipe
- Grande Loja do Estado de Rio de Janeiro
- Grande Loja do Estado de Rio Grande del Sul
- Grande Loja Mista do Brasil
- Grande Loja do Brasil
- Grande Loga da Maçonaria Universal
- Grande Oriente de Sao Paolo
- Grande Oriente de Sao Paolo Virtual Museum. Have a look...
- Grande Oriente Paulista
- Supremo conclave do Rito Brasileiro

### Chile
- Gran Logia de Chile
- Gran Logia Mixta de Chile
- Gran Logia Femenina de Chile

### Columbia
- Serenísima Gran Logia Nacional de Colombia
- Gran Logia de Colombia
- Gran Logia del Norte de Colombia

### Ecuador
- Gran Logia del Ecuador
- Supremo Consejo

### Mexic
- York Grand Lodge of Mexico
- Gran Logia del Estado de Aguascalientes
- Gran Oriente de Campeche
- Gran Logia Sur-Oeste
- Grand Lodge Valle de Mexico
- Gran Logia Nacional La Luz
- Gran Logia de Estado "Guadalupe Victoria"
- Gran Logia Miguel Hidalgo del Estado de Guanajuato
- Gran Logia del Estado de Jalisco
- Gran Logia de Nuevo León
- Gran Logia de Estado "Benito Juárez García" del Estado de Oaxaca
- Logia Mixta"Género Humano"

### Paraguai
- Gran Logia Symbolica del Paraguay
- Gran Oriente del Paraguay

### Peru
- Gran Logia de los Masones de la República del Perú

### Uruguai
- Gran Logia de la Masoneria del Uruguay
- Gran Oriente de Uruguay
- Gran Oriente de la Francmasonería Mixta Universal

### Venezuela
- Gran Logia de la República de Venezuela
- Gran Logia de la República Bolivariana de Venezuela
- Gran Logia Operativa Latina y Americana

## Asia

### Coreea de Sud
- Lodge Han Yang

### Filipine
- Grand Lodge of Philippines

### India
- Grand Lodge of India
- District Grand Lodge of India
- District Grand Lodge of Madras
- Grand Lodge of Upper India
- Regional Grand Lodge of Southern India
- Regional Grand Lodge of Western India
- District Grand Lodge of Mark Master Masons of Bombay

### Israel
- The Grand Lodge of the State of Israel
- Le Droit Humain

### Japonia
- Grand Lodge of Japan

### Liban
- Grande Loge des Cèdres, Arabic and French.
- Orient De Canaan
- Sun Grand Lodge Of Lebanon
- Grande Loge Bet-el

### Malaezia
- District Grand Lodge of the Middle East

### Singapore
- District Grand Lodge of the Eastern Archipelego
- The Lodge of St. George

### Taiwan
- Han Lodge
- Harmony Lodge

## Europa

### Andorra
- Grand Orient del Principat d'Andorra
- Grand Logia Simbolica d'Andorra

### Austria
- Großorients von Österreich
- Großloge von Österreich

### Armenia
- Grand Lodge of Armenia

### Belgia
- Grande Loge Régulière de Belgique
- Grande Loge de Belgique
- Le Droit Humain

### Bulgaria
- Marea Lojă din Bulgaria

### Cehia
- Grand Lodge of the Czech Republic

### Danemarca
- Den Danske Frimurerorden
- Le Droit Humain

### Elveția
- Grande Loge Suisse Alpina
- Grand Orient de Suisse
- Grande Loge Mixte de Suisse
- Grande Loge Féminine de Suisse
- Ligue Universelle de Franc-Maçons
- Grande Loge Symbolique Hélvétique du Rite de Memphis-Misraim

### Estonia
- Grand Lodge of Estonia

### Finlanda
- Vapaamuurarit. The Grand Loge of Finland
- Le Droit Humain

### Franța
- Grand Orient de France.
- Grande Loge de France
- Grande Loge Nationale Française
- Grande Loge Traditionnelle et Symbolique Opéra
- Loge Nationale Française
- La Grande Loge Française de Memphis-Misraïm
- Le Droit Humain
- Grande Loge Mixte de France
- Grande Loge Mixte Universelle
- Grande Loge Féminine de France
- Grande Loge Féminine de Memphis-Misraïm
- Grande Loge d'Ath Kâ Ptah.

### Germania
- United Grandlodges of Germany
- Grand Lodge of Ancient Free and Accepted Masons of Germany
- Grand Landlodge of Freemasons of Germany
- Grand National Motherlodge "To the Three Globes"
- American Canadian Grand Lodge
- The Grand Lodge of British Freemasons in Germany
- York Rite in Germany
- Universeller Freimaurer-Orden "Humanitas"
- Le Droit Humain
- Großloge "Zur Humanität"

### Grecia
- Grand Lodge of Greece
- National Grand Lodge of Greece
- Delphi Masonic Order
- Le Droit Humain

### Irlanda
- Grand Lodge of Ireland

### Islanda
- Grand Lodge of Iceland
- Le Droit Humain

### Italia
- Gran Loggia Regolare degli Antichi, Liberi e Accettati Muratori d'Italia
- Grande Oriente d'Italia.
- Gran Loggia d'Italia
- Antico e Primitivo Rito Orientale di Misraïm e Memphis
- Grande Oriente Universale

### Letonia
- Grand Lodge of Latvia

### Lituania
- Grand Lodge of Lithuania

### Luxemburg
- Grand Orient de Luxembourg

### Malta
- Order of Malta
- Sovereign Grand Lodge of Malta

### Norvegia
- Den Norske Frimurerorden

### Olanda
- Grootoosten der Nederlanden (Grand Lodge of The Netherlands)
- Le Droit Humain
- Nederlandsch Verbond van Vrijmetselaren
- Orde van Weefsters, Vita Feminea Textura
- Nederlandse Grootloge der Gemengde Vrijmetselarij

### Polonia
- National Grand Lodge of Poland
- Le Droit Humain

### Portugalia
- Grande Loja Legal de Portugal
- Grande Oriente Lusitano - Gremio Fenix
- Grande Loja Nacional Portuguesa
- Grande Loja Regular de Portugal
- Grande Loja Tradicional de Portugal
- Le Droit Humain

### Regatul Unit al Marii Britanii
- United Grand Lodge of England
- Le Droit Humain
- The Honourable Fraternity of Ancient Freemasons
- The Regular Grand Lodge of England
- The Grand Lodge of All England
- Grand Lodge of Scotland
- Provincial Grand Lodges of Scotland
- The Masonic Province of South Wales Eastern Division
- The Provincial Grand Lodge of North Wales
- The Provincial Grand Lodge of Mark Master Masons of North Wales

### România
- Marea Lojă de Ritualistică și Cercetare
- Marea Lojă Universala a Romaniei
- Marea Lojă Regulară a României:
- Marea Lojă Națională a României
- Marea Lojă Națională din România
- Marea Loja Simbolica a Romaniei
- Marea Lojă Simbolică Română:  Arhivat în 6 februarie 2019, la Wayback Machine.
- Marea Lojă a României
- Marea Lojă Națională Unită din România
- Marea Lojă Regulară a României
- Marele Ordin Feminin Român
- Marea Lojă Feminină a României
- Marele Orient al României
- Marele Orient de Rit Scoțian Antic și Acceptat din România[2]
- Dreptul Uman din România
- Marea Lojă a Transilvaniei
- Marea Loja Simbolica a Romaniei
- Marea Loja Nationala Romana 1880
- Marea Lojă Regulară Europa Unită
- Marea Lojă Tradițională din România

### Rusia
- Grand Lodge of Russia
- United Grand Lodge of Russia

### San Marino
- Grande Oriente della Repubblica di San Marino
- Gran Loggia della Repubblica di San Marino / Grande Oriente di San Marino
- Serenissima Gran Loggia della Repubblica di San Marino

### Serbia
- Regular Grand Lodge of Serbia

### Slovacia
- Lodge Humanizmus, Bratislava

### Slovenia
- Grand Lodge of Slovenia

### Spania
- Gran Logia de España
- Gran Logia Simbólica Española
- Gran Oriente de Francia en España
- Gran Priorato de Hispania.
- Gran Logia Operativa Latina y Americana
- Gran Lògia de Catalunya
- Gran Orient de Catalunya
- Gran Logia Provincial de Canarias
- Gran Logia de Canaria
- Gran Logia de Canarias
- El Derecho Humano. Le Droit Humain

### Suedia
- Grand Lodge of Sweden
- Le Droit Humain
- The Swedenborgian Rite

### Turcia
- Grand   Lodge of Turkey
- Grand Lodge of Liberal Freemasons

### Ucraina
- Grand Lodge of Ukraine

### Ungaria
- Magyarországi Symbolikus Nagypáholy/Symbolic Grand Lodge of Hungary Arhivat în 9 mai 2012, la Wayback Machine.
- Magyarországi Nagyoriens/Grand Orient of Hungary

## Oceania

### Australia
- United Grand Lodge of Queensland
- United Grand Lodge New South of Wales
- Grand Lodge of Victoria
- Grand Lodge of Tasmania
- Grand Lodge of Western Australia
- Grand Lodge of South Australia and Northern Territory

### Noua Zeelandă
- Grand Lodge of New Zealand
- District Grand Lodge of North Island New Zealand
- District Grand Lodge of New Zealand North
- Mark Masons District Grand Lodge of New Zealand North Island